# NAMA
NAMA (Narodni Magazin) je bila jedan od najvećih lanaca robnih kuća u vrijeme SFR Jugoslavije, te kasnije u Hrvatskoj i Sloveniji.

## Povijest

### Od 1879. do 1945.
Prapočeci "NAME" su vezani, u vrijeme Austro-Ugarske, uz dolazak Carla Kastnera i Hermana Öhlera u Zagreb, bečkih trgovaca češkog i židovskog podrijetla. Kastner i Öhler su otvorili svoju prvu robnu kuću "Kastner i Öhler" u češkom gradu Opavi. Oni su se 1879. godine zanimali za otvaranje trgovačke kuće u Zagrebu, pošto su bili zainteresirani za širenje poslovanja nakon što su već posjedovali veliku trgovačku kuću u Beču. 19. studenoga 1881. u Ilici 52. je otvorena "Trgovina lakatne i manufakturne robe Kastner i Öhler". 5. prosinca 1881. gradsko satništvo zatvorilo je kuću na temelju pritužbe građana kojima se nije svidio dolazak stranih trgovaca u grad. Početkom 1882. kuća "Kastner i Öhler" se opet otvorila, no ovaj puta u Mesničkoj ulici. Trgovačka kuća "Kastner i Öhler" je 1. kolovoza 1882. otvorila svoju drugu trgovinu, u Ilici 16. 1903. godine "Kastner i Öhler" su se konačno preselili u priželjkivani prostor na istoj adresi, Ilica 16, tj. u prizemlje hotela "K caru austrijanskom".
Nakon što je uspješno zadržala svoje poslovanje tijekom Prvog svjetskog rata, trgovačka kuća "Kastner i Öhler" uspjela se 1928. proširiti na cijelu zgradu tj. sva četiri kata zgrade i potpuno preurediti pročelje, a nedugo potom proširili su se i na susjedni "Hotel Grand". Nekoliko su godina bili u najmu, a potom su Carl Kastner i Herman Öhler otkupili cijelu zgradu. 1929. godine "Kastner i Öhler" otvara kreditni odjel. Kastner i Ohler imali su svoju politiku poslovanja koja je privlačila kupce jer nisu bili prisiljeni kupiti ako uđu u trgovinu. Vrata su bila otvorena svima, a razgledavanje se smatralo normalnim i poželjnim. U njihovoj ponudi uvijek je bilo robe po privlačnim cijenama koje su morale biti istaknute ispod svakog proizvoda, a osoblje je dobilo stroge naputke kako se odnositi prema kupcima. Nije bilo potrebno uznemiravati ih u njihovom razgledavanju, nego im priskočiti u pomoć samo i kada je to bilo potrebno. Taj način poslovanja, te mogućnost samoizbora i samoposluge u velikom i privlačnom prostoru bio je opće prihvaćen i obožavan među kupcima koje su upravo time osvojili. Izlozi prodaju robu i oni su  „mamci“ za kupce, a Kastner i Ohler su to znali prije svih. Trgovačka kuća "Kastner i Öhler" je bila poznata po raskošnim i prostranim izlozima, a asortimanom i uslugom znatno je unaprijedila zagrebačku i hrvatsku trgovačku praksu, te je prva pokrenula katalošku prodaju i otvorili prvu samoposlugu. Odjel za prodaju robe poštom je 4 puta godišnje izdavao katalog ponuđene robe. U tom periodu Franjo Öhler je u poslovanju naslijedio svojeg oca Hermana Öhlera.
Za vrijeme Drugog svjetskog rata ponuda na policama "Kastner i Öhler" se drastično smanjila. Novouspostavljeni režim Nezavisne Države Hrvatske (NDH) je prisilno razvlastio Franju Öhlera kao suvlasnika trgovačke kuće "Kastner i Öhler". Franjo Öhler i njegova supruga Gertruda su ubrzo nakon toga, kao židovi, deportirani u jedan od koncentracijskih logora gdje su ubijeni 1943. godine. Po nalogu NDH režima Franju Öhlera je naslijedio izvjesni Grgić, te je trgovačka kuća "Kastner i Öhler" promijenila ime u trgovačka kuća "Kastner i Grgić". Tvrtka je kraj rata dočekala pod imenom “Kastner i Grgić”.

### Od 1945. do 2000.
U Beogradu je odmah nakon rata 1945. godine, tj. uspostavom SFR Jugoslavije, osnovana trgovinska radna organizacija "NAMA" (Narodni Magazin) koja nacionalizacijom preuzima trgovačka kuću "Kastner i Grgić". "NAMA" je započela s radom prodajući zalihe zatečene u skladištu, te zaplijenjene u raznim prigodama. 6. prosinca 1945. "NAMA" u Ilici je temeljito preuređena. "NAMA" je ubrzo imala 17 filijala u Zagrebu, Rijeci, Osijeku i Karlovcu.
1952. "NAMA" postaje samostalno poduzeće, prvi direktor postaje Franjo Balen koji poduzeće vodi više od 25 godina. 1959. uvodeno je samoposluživanje na odjelu prehrane. 1960. otvorena je "NAMA" na Trešnjevačkom trgu, a 1962. još dvije robne kuće "NAMA" u Kumrovcu i Kustošiji. 1965. otvorena je "NAMA" u Volovčici i Dubravi, te 1966. "NAMA" u Trnskom. 1967. ponovno je započeta kataloška prodaja. 1968. otvaraju se dvije "NAME" na Kvaternikovom trgu i u Sisku, 1969. "NAMA" u Bjelovaru. 1970. "NAMA" u Klanjcu i 1971. "NAMA" na Remizi. 1976. "NAMA" je otvorila kuće na Vrbanima, Žitnjaku, Vinkovcima, Vukovaru, Plovaniji (uz sadašnji granični prijelaz sa Slovenijom), Varaždinu i Prijedoru. NAMA je imala robne kuće u Sloveniji i to redom u: Kočevju, Ljubljani, Ravne na Koroškem, Slovenj Gradecu, Škofjoj Loci, Velenju i Žalcu.
"NAMA" je nastavila snažno rasti, pa je do 80-ih znatno proširila poslovanje i imala 3300 zaposlenih. Na vrhuncu moći "NAMA" je imala 21 posto udjela u ukupnoj maloprodaji. Teške godine 90-ih, tijekom Domovinskog rata, i sumnjiva privatizacija koja se odvijala u isto vrijeme ove će brojke sasvim smanjiti, pa već 1993. godine udio prodaje "NAME" pada na 5,3 posto. 2000. godine "NAMA" odlazi u stečaj, a 2013. stečajni upravitelj "NAME" je izjavio da bi stečaj uskoro mogao biti okončan, tj. bio bi dovršen prestankom postojanja "NAME".

## Galerija robnih kuća NAMA
- NAMA u Vukovaru poslije rata 1991. , na njezinom mjestu danas je TC Golubica
- NAMA u Kumrovcu, otvorena 1962.
- NAMA u Kustošiji (Zagreb), otvorena 1962.
- NAMA na Kvaternikovom trgu (Zagreb), otvorena 1968.
- NAMA u Trnskom (Zagreb), otvorena 1966.
- NAMA na Trešnjevačkom trgu (Zagreb), otvorena 1960.